# Józefów (Sosnowiec)
Józefów – część miasta i dzielnica Sosnowca, w województwie śląskim. Stanowi również osiedle w granicach dzielnicy Zagórze. Do 1954  samodzielna wieś.
Leży w północnej części miasta, głównie w okolicy ulic Jana Długosza, Komuny Paryskiej, Józefowskiej i Sokolskiej. Graniczy od północy z Dąbrową Górniczą.
W latach 1867–1874 Józefów należał do gminy Zagórze, 1874–1909 do gminy Górniczej, 1909–1915 ponownie do gminy Zagórze, zawsze w powiecie będzińskim. W II RP przynależał do woj. kieleckiego, gdzie 31 października 1933  otrzymał status gromady w gminie Niwka.
Podczas II wojny światowej włączony do III Rzeszy.
18 stycznia 1945  wraz z powiatem będzińskim włączony do  województwa śląskiego, gdzie stanowił jedną z trzech gromad gminy Zagórze.
W związku z reformą znoszącą gminy jesienią 1954, Józefów włączono do gromady Zagórze, którą już po pięciu tygodniach, 13 listopada 1954, zniesiono w związku z nadaniem jej statusu osiedla, przez co Józefów stał się integralną częścią Zagórza.
1 stycznia 1967  osiedlu Zagórze nadano status miasta, przez co Józefów stał się obszarem miejskim w mieście Zagórze.
27 maja 1975  miasto Zagórze zniesiono, włączając je wraz z Józefowem do Sosnowca.